# الرأس الكلاسيكي

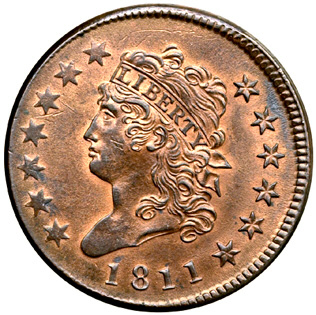
سنت كبير كلاسيكي من عام 1811

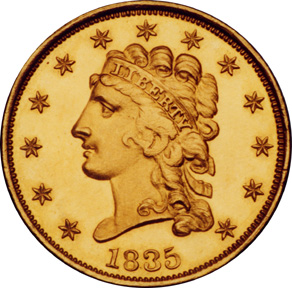
الوجه الآخر لربع نسر "الرأس الكلاسيكي"

كان الرأس الكلاسيكي تصميمًا للعملة المعدنية أصدرته دار سك العملة الأمريكية في أوائل القرن التاسع عشر. قدم للعملات النحاسية في عام 1808 بواسطة النقاش جون رايش وإعيد تصميمه لاحقًا بواسطة النقاش الرئيسي ويليام نياس.

## التمور المسكوكة
- (جون رايش) نصف سنت : من 1809 إلى 1836
- (جون رايش) سنتات كبيرة : من عام 1808 حتى عام 1815
- (ويليام نياس) ربع النسر : 1834 إلى 1839
- (ويليام نياس) نصف النسر : 1834 إلى 1837

## الوصف
صمم تفسير الرأس الكلاسيكي قصير العمر (أو كما أطلق عليه بعض هواة الجمع "رأس العمامة") للحرية بواسطة جون رايش لاستخدامه على نصف سنت وسنت كبير ومع ذلك طور التصميم المستخدم على العملات الفضية والذهبية بواسطة ويليام نياس. يصور الرأس الكلاسيكي الحرية بشعر طويل ومجعد. صمم جون رايش الوجه الخلفي للعملة وهو يصور فئة العملة وقيمتها داخل إكليل من الزهور.
ومع ذلك قام نياس بتقليص حجم التصميم حتى يتناسب مع العملات المعدنية الأصغر حجمًا ثم أضاف نسرًا شعاريًا على الوجه الخلفي ليحل محل التصميم البسيط لجون رايش. صمم مماثل على العملة الذهبية مع الاحتفاظ باسم "الرأس الكلاسيكي" لكنه احتفظ فقط بالشعر المجعد.  أعيد تصميم الرأس بالكامل بواسطة ويليام نياس وتميز بفتاة تقليدية مع شريط يربط شعرها الطويل المجعد.
حذفت عبارة " من الكثرة إلى الواحد " من ظهر العملة المعدنية في هذا الصنف. في عام 1840 صمم رأس أصغر ليتوافق مع مظهر العملات الذهبية الأكبر حجمًا مما جعل تصميم الرأس الكلاسيكي قديمًا. أنتج التصميم الكلاسيكي الجديد للرأس في الفترة من 1834 إلى 1839.
كان تصميم الرأس الكلاسيكي يسبقه عادةً تصميم التمثال النصفي الملفوف ويتبعه تصميم رأس السيدة على العملات النحاسية.

## الاستخدام
استخدم التصميم للعملات المعدنية التالية :
- نصف سنت
- سنت كبير
- ربع نسر
- نصف نسر